# دستور ألمانيا الشرقية

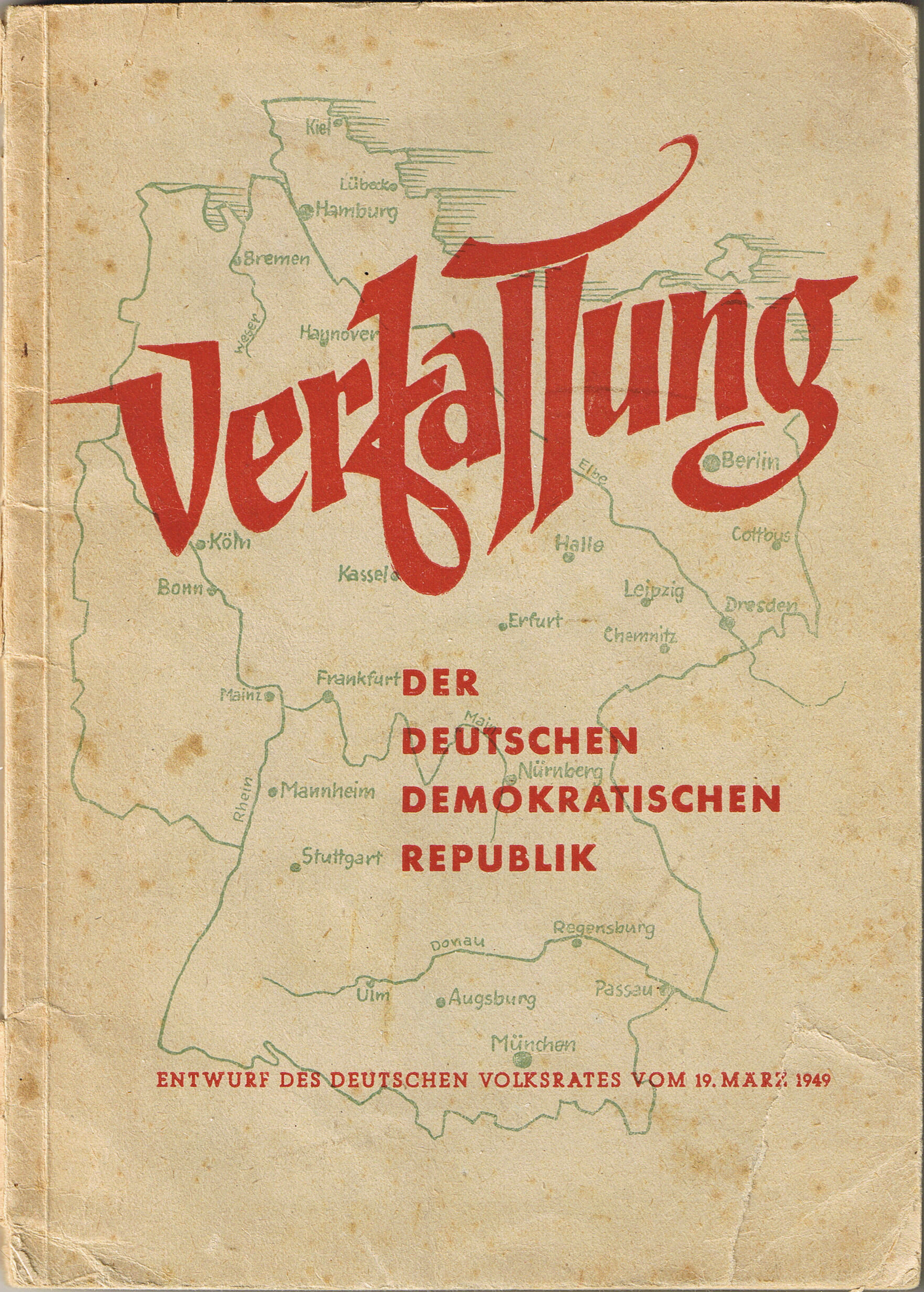
غلاف كتاب دستور ألمانيا الشرقية.

دستور ألمانيا الشرقية أو (الاسم الرسمي:دستور جمهورية ألمانيا الديمقراطية) (بالألمانية: Verfassung der Deutschen Demokratischen Republik)، هي دستور الرسمي لدولة ألمانيا الشرقية الموالية للإتحاد السوفييتي والتي أعتمدت سنة 1949م، وتم تجديد الدستور مرتين سنة 1968م و1974م، وتحتوي دستور ألمانيا الشرقية على اقتباسات من دستور فايمر والتي تنص على أن تكون ألمانيا الشرقية دولة اتحادية وديمقراطية، أنتهى دستور ألمانيا الشرقية سنة 1990م بعد توحيد الألمانتين.

## مصدر
1. ↑  Axel Stefek: Verfasser des Flugblatts gefunden! Ein Weimarer Zeitdokument zur DDR-Geschichte von 1968. In: RathausKurier. Das Amtsblatt der Stadt Weimar, 26. Jg. (2015), Nr. 5 vom 7. März 2015, S. 7773–7774 (PDF).

## وصلات خارجية
- 1949 Constitution of the GDR (full text in German)
- 1968 Constitution of the GDR (full text in German)
- Excerpts from the 1968 Constitution (in English)
- 1974 Constitution of the GDR (full text in German)